# Струтовский, Михаил Иванович
Михаил Иванович Струтовский (30 августа 1910 — 6 мая 1983) — полный кавалер ордена Славы, в годы Великой Отечественной войны сапер 558-го отдельного саперного батальона 309-й стрелковой дивизии 1-й гвардейской армии 1-го Украинского фронта.

## Биография
Родился 30 августа 1910 года в селе Малые Мошковцы (ныне Андрушевского района Житомирской области Украины) в семье крестьянина-бедняка. Окончил 4 класса местной школы в 1924 году и пять лет работал в хозяйстве родителей. В 1929 году стал рабочим Червоненского спиртового завода, а через два года уехал на шахты Донбасса. Оттуда в 1933 году был призван в Красную Армию. Служил на Дальнем Востоке, а после увольнения в запас вплоть до 1941 года работал в родном колхозе им. Косиора (позже «Октябрь») на разных работах. 10 мая 1941 года Михаил был призван на армейскую переподготовку, где его и застала война.
С первых дней войны служил в 400-м отдельном саперном батальоне сапером-минером. В боях под Коростенем был ранен и с июля по октябрь 1941 года находился в эвакогоспитале. После выздоровления его направили в 137-й стрелковый полк, в котором воевал по ноябрь того же года. Второе ранение и снова госпиталь по январь 1942 года. Потом 213 стрелковый полк, где М. Струтовский командует отделением. В сентябре 1942 года в боях под Тулой в третий раз ранен. Через два месяца — снова фронт, 309 стрелковый полк, Струтовский — старшина роты.
В марте 1944 года Струтовский вместе с бойцами возле села Дзеленцы и Мочулинцы (Волочисский район Хмельницкой области) установил три группы противотанковых мин, на которых подорвались несколько боевых машин врага. Под огнем взорвал мост, преградив путь вражеским танкам. 7 мая 1944 года награждён орденом Славы 3-й степени.
6-14 января 1945 года старший сержант Струтовський с подчиненными возле населенного пункта Опатув (северо-западнее города Сандомир, Польша) проделал восемь проходов в минных полях и проволочных загонах противника. 15 января 1945 года, проделав проходы в загонах врага, провел через них стрелковые подразделения, одним из первых ворвался во вражескую траншею. 27 февраля 1945 года награждён орденом Славы 2-й степени.
5 февраля 1945 года за 8 км восточнее города Лигниц (ныне Легница, Польша) Струтовський с отделением сделал три прохода в минных полях противника, первым достиг его траншеи, в схватке сразил свыше 10 пехотинцев. 11 февраля 1945 года установил 45 противотанковых мин, на которых подорвались два бронетранспортера. 22 февраля 1945 года в бою за город Бреслау (ныне Вроцлав, Польша) расчистил две баррикады, обезвредил 10 мин. 10 апреля 1945 года награждён орденом Славы 1-й степени.
Демобилизован согласно Указу Президиума Верховного Совета СССР 1 октября 1945 года. После демобилизации работал в колхозе «Октябрь» бригадиром полеводческой бригады, заведовал животноводческой фермой, был бригадиром строительной бригады до выхода на пенсию в 1970 году.
Умер 6 мая 1983 года.

## Награды
- Орден Отечественной войны 1-й степени;
- Орден Красной Звезды;
- Орден Славы трех степеней;
- Медали.

## Память
В городе Андрушевке на Аллее Славы установлен бюст Михаила Струтовського.
В честь 65-летия освобождения Украины община села Малые Мошковцы увековечила имя своего земляка, назвав одну из улиц села именем Струтовского. 